# Wincenty Jakubowski
Wincenty Jakubowski, krypt.: V. J.; V. J. Exp. S. P., (ur. 18 marca 1751 w Maniewie, zm. 27 września 1826 w Warszawie) – polski tłumacz, poeta, kaznodzieja.

## Życiorys
Urodził się w Maniewie (w Krakowskiem), jako syn Kazimierza, a brat Józefa. Pierwsze nauki pobierał w kolegium pijarskim w Rzeszowie, a w roku 1765 wstąpił do ich zgromadzenia. Następnie trafił do konwiktu pijarów w Warszawie. Edukację swą kontynuował w kolegiach: w Rzeszowie, w Międzyrzeczu (logika, matematyka i historia naturalna) i Drohiczynie (pełnił tu urząd prefekta). W roku 1785 rozpoczął studia w zakresie fizyki w Wiedniu, a po powrocie do Polski podjął się tworzenia w szkołach zakonnych gabinetów fizycznych wraz z podstawowym wyposażeniem. Ponadto zabiegał o uzupełnianie szkolnych bibliotek. Dotyczyło to zwłaszcza szkoły łomżyńskiej, w której wkrótce objął stanowisko rektora. Niedługo później awansował na rektora nowicjatu w Drohiczynie, następnie w Warszawie wybrano go na stanowisko asystenta prowincji pijarskiej. W roku 1807, już jako moderator tejże prowincji, otworzył zamknięte (wcześniej) szkoły pijarskie w Górze, piastując w nich funkcję rektora. Kilka lat później opuścił Górę, by przenieść się do Warszawy.

## Twórczość

### Ważniejsze dzieła
- Ad... Onuphrium a Słupow Szembek..., brak miejsca wydania 1798 (druk nienotowany u Estreichera, egz. w Ossolineum)
- Serenissimo ac potentissimo Friderico Wilhelmo III... scientiarum et artium liberalium fautori... die 5 Junii anno 1798, brak miejsca wydania 1798
- Carmen (na cześć rektora Collegium, inc.: Sunt quos hortensis delectat...), brak miejsca wydania 1800 (podpisane krypt.: V. J. Exp. S. P.)
- Urządzenie tymczasowe szkoł piiarskich (ok. 1808)
- In reditu augustiss, dynastiae Saxonicae in Polonia sub felicissimis auspiciis serenissimi Friderici Augusti... Carmen saeculare nomine iuventutis et Congregationis Schol. Piarum, brak miejsca wydania (1807)
- Sermones sacros diebus Dominicis ad iuvenus in convictu habitos de futuris corum officiis tam christianis quam civilibus. Kazania krótkie do wieku i obyczajów edukującej się młodzi przystosowane, w konwikcie wielkim warszawskim... miane, Warszawa 1808[3],
- Paralella K. K., brak miejsca i roku wydania (wiersz łaciński o S. Konarskim i O. Kopczyńskim; podpisane: V. J.).

Ponadto ogłaszał (w drukarni pijarskiej) inne wiersze łacińskie (nienotowane u Estreichera). W rękopisie Ossolineum (sygn. 692/I) znajdują się wiersze sygnowane jego nazwiskiem.

### Przekłady dzieł
- S. A. Tissot: Rada dla pospólstwa względem zdrowia jego; autorstwo niepewne, ponadto nie wiadomo dokładnie do którego przekładu je odnieść, wyszły bowiem 2 przekłady tego dzieła, i oba drukowano u pijarów:
  - Warszawa 1773 (wyd. 2 Warszawa 1777); przekład ten przypisują mu za S. Bielskim – F. M. Sobieszczański, S. Truchim, Z. Florczak i L. Pszczołowska; (Jakubowski przeł. wspólnie z J. Karwowskim i Zarębskim).
  - Warszawa 1785 (wyd. 2 Warszawa 1790, wyd. 3 Warszawa 1798); do tego przekładu odsyła Estreicher XVIII (1901), 396; co nie rozwiązuje jednak autora przekładu przy haśle Tissota; porównaj Estreicher XXXI (1936), 167.
- P.M. Vergilius: Eneida, księgi 10–12, w: Eneida. Dzieło pośmiertne, przekładania F. K. Dmochowskiego, Warszawa 1809.
- B. Pascal: Myśli o religii, niewydane (informacja: F. M. Sobieszczański, Estreicher, S. Truchim).